# کوتناهوریت
کوتناهوریت  (به انگلیسی: Kutnahorite) با فرمول شیمیایی CaMn[CO3]2 از مجموعه کانی هاست و از اسم شهر Kutnahora در چک اسلواکی است. CaO:۳۰٫۶۴٪ MnO:۳۸٫۷۶٪ CO۲:۳۵٫۶۵٪ از نظر شکل بلور: رمبوئدر، رنگ: سفید - زرد روشن - صورتی کم رنگ، شفافیت: نیمه شفاف، جلا: شیشه‌ای - کدر، رخ: خوب، سیستم تبلور: رمبوئدریک و در رده‌بندی کربنات است و منشأ تشکیل آن هیدروترمال است.
همایند کانی‌شناسی (پارانژ) آن - دولومیت- کانیهای منگنزدار است
، از نظر ژیزمان اگرگات دانه‌ای و توده‌ای تقریباً کمیاب است و بیشتر در چک اسلواکی، ایتالیا، ژاپن و آمریکا یافت می‌شود.